# Тишик Микола Володимирович
Микола Володимирович Тишик (24 лютого 1990, село Седлище Старовижівського району Волинської області) — український військовик, молодший сержант Збройних сил України, герой війни на сході України. Під його командуванням екіпаж танку Т-64М (командир — Микола Тишик, навідник — Андрій Мудрик та водій-механік Олександр Пугач) 51-ї окремої механізованої бригади, який 24 серпня 2014 р. у нерівному бою біля Донецька знищив два танки Т-72 російських окупантів, третій змусив до втечі, а на четвертому повернувся до своєї частини.

## Біографія
Під час строкової служби, яку проходив у навчальному центрі «Десна» та на Яворівському полігоні, опанував спеціальність танкіста. Охороняв посольство в Києві, працював торговельним агентом у Ковелі.
Пішов воювати з третьою хвилею мобілізації. Своє перше бойове хрещення Микола Тишик отримав в боях біля Савур-Могили.

## Танковий бій під Донецьком
24 серпня 2014 року колона у складі чотирьох танків Т-72 та вантажівки з боєприпасами збройних сил Російської Федерації прямувала на один з блок-постів української армії під Донецьком з метою його знищити і прорватися в тил української оборони. Внаслідок відсутності протитанкових засобів в українських військових на блок-посту шанси вижити були малими, але хлопці все одно вирішили прийняти бій.
Маючи розвіддані про озброєння українських військових на блокпосту російські окупанти були певні своєї перемоги, бо за своїми характеристиками сучасні Т-72, на яких воювали росіяни, набагато перевершували старенький Т-64М, який мали у розпорядженні українські бійці, й почали розгортати лінію танків для нападу. Тієї ж миті один з російських Т-72 запалав від точного попадання снарядом з українського танка, який вискочив із засади і з першого ж пострілу підбив ціль. Російські окупанти були збентежені вкрай, бо не сподівалися, що хтось їм наважиться протистояти. Користуючись збентеженням російських танків екіпаж українського Т-64 наступним пострілом підбив вантажівку з боєприпасами (від чого ті почали вибухати один за одним) й розуміючи, що проти решти танків йому самому не встояти, почав маневрувати намагаючись відійти. Російські танки Т-72 кинулися наздоганяти відважних українських танкістів по прямій, щоб не втрачати швидкість. Зрозумівши їхній маневр, Микола Тишик заманив два російські танки прямо в болото. В результаті один із танків затонув, а інший загруз у трясовинні. Російські танкісти зуміли покинути свої машини і втекти. Четвертий Т-72 російських окупантів теж почав відходити, але, на ходу стріляючи, поцілив у Т-64. Українським танкістам вдалося загасити вогонь, а згодом і витягти з болота загрузлий Т-72 за допомогою троса і Микола Тишик повернувся на ньому у табір 51-ї бригади. За виявлений героїзм командування нагородило Миколу Тишика відпусткою.

## Подальша доля
Після демобілізації мешкав у Луцьку. На місцевих виборах у жовтні 2015 року висувався кандидатом у депутати Луцької міської ради від Всеукраїнського об'єднання «Батьківщина».
Став одним із засновників громадської організації «Старовижівська районна ветеранська спілка учасників АТО».

## Нагороди
З листопада 2015 року Президент України Петро Порошенко за особисту мужність і високий професіоналізм, виявлені у захисті державного суверенітету та територіальної цілісності України, вірність військовій присязі нагородив всіх бійців екіпажу Миколи Тишика орденами «За мужність» III ступеня.